# Jean Bouchard (abbé)
Pour les articles homonymes, voir Jean Bouchard et Bouchard.
Jean Bouchard est un moine cistercien du XVIIe siècle, également docteur en théologie.

## Biographie
Jean Bouchard est abbé de l'abbaye de Prières, située sur la commune de Billiers, de 1607 à 1630 dans l'actuel département du Morbihan. À la suite de la réforme instituée par son prieur Bernard Carpentier l'année précédente, l'abbaye revient avec sa nomination à un gouvernement régulier après avoir été sous le régime de la commende depuis 1499.

## Gouvernance
Jean Bouchard qui succède à Jean de Rieux reste 23 ans à la tête de cette importante abbaye cistercienne avant que Guillaume Jamet lui succède. En 1625 il participe aux États de Guérande.